# Keithsburg
Keithsburg is een plaats (city) in de Amerikaanse staat Illinois, en valt bestuurlijk gezien onder Mercer County.

## Demografie
Bij de volkstelling in 2000 werd het aantal inwoners vastgesteld op 714. In 2006 is het aantal inwoners door het United States Census Bureau geschat op 700, een daling van 14 (-2,0%).

## Geografie
Volgens het United States Census Bureau beslaat de plaats een oppervlakte van 8,3 km², waarvan 6,7 km² land en 1,6 km² water. Keithsburg ligt op ongeveer 174 m boven zeeniveau.

## Plaatsen in de nabije omgeving
De onderstaande figuur toont nabijgelegen plaatsen in een straal van 20 km rond Keithsburg.